# Mikro (ö i Sporaderna)
Mikro (: Μικρό) är en mindre, obebodd ö i Grekland. Den ligger mellan öarna Skopelos i sydväst och Alonnisos i nordost, i ögruppen Sporaderna och regionen Thessalien, i den östra delen av landet, 130 km norr om huvudstaden Aten. Arean är 0,16 kvadratkilometer. Strax sydväst om Mikro ligger den något större ön Agios Georgios.